# SCE Studio Liverpool
SCE Studio Liverpool était un studio de développement de jeu vidéo appartenant à la branche européenne de Sony Computer Entertainment. Basé à Liverpool en Angleterre, il est à l'origine le principal studio interne de la compagnie Psygnosis, avant que celle-ci ne devienne en 1999 une filiale de SCEE. Studio Liverpool est surtout connu pour son travail sur les séries WipEout et Formula One. 
À la suite d'une restructuration, Sony annonce la fermeture du Studio Liverpool le 22 août 2012.

## Histoire
Pour l'historique avant 1999, voir Psygnosis
En mars 1999, Psygnosis devient une filiale de Sony Computer Entertainment : les équipes de développement situées à Liverpool sont rebaptisées SCE Studio Liverpool et développent désormais exclusivement pour les consoles PlayStation. Le studio continue alors son travail sur la série WipEout et se voit chargé de reprendre les rênes de la série Formula One.
En 2005, Studio Liverpool emploie une centaine de personnes. En plus des équipes de développement travaillant sur les séries WipEout et Formula One, le studio abrite des départements annexes : un département audio responsable de la conception de effets sonores et du doublage, une équipe spécialisée dans la création de films en image de synthèse, un département « Outils et Technologies », ainsi qu'un département de designers.
Après plusieurs projets annulés faisant suite à une restructuration, Sony annonce la fermeture du Studio Liverpool le 22 aout 2012. Le personnel devrait vraisemblablement être reclassé dans les différents studios de la firme nippone. Toutefois les locaux resteront utilisés pour la localisation des jeux, ainsi que par l'équipe de développement XDev Team.
Une source qualifiée fiable par Eurogamer dévoile que deux titres à destination des consoles de prochaine génération étaient en développement au sein du studio : un nouvel épisode de la série WipEout, ainsi qu'un titre développé depuis 12 à 18 mois qui se basait sur un gameplay inspiré des jeux Splinter Cell. 
Quelques mois après la fermeture de SCE Studio Liverpool, ses principaux fondateurs fondent Firesprite qui sera à son tour racheté par Sony en 2021.

## Productions
| Titre                            | Date de sortie     | Plates-formes                       |
| -------------------------------- | ------------------ | ----------------------------------- |
| Formula One 2001                 | 23 mai 2001        | PlayStation                         |
| WipEout Fusion                   | 8 février 2002     | PlayStation 2                       |
| Formula One 2002                 | 30 octobre 2002    | PlayStation 2                       |
| Formula One 2003                 | 23 juillet 2003    | PlayStation 2                       |
| Formula One 04                   | 4 août 2004        | PlayStation 2                       |
| Formula One 05                   | 29 juin 2005       | PlayStation 2                       |
| WipEout Pure                     | 1er septembre 2005 | PlayStation Portable                |
| Formula One 06                   | 26 juillet 2006    | PlayStation 2, PlayStation Portable |
| Formula One Championship Edition | 23 mars 2007       | PlayStation 3                       |
| WipEout Pulse                    | 7 décembre 2007    | PlayStation Portable                |
| WipEout HD                       | 25 septembre 2008  | PlayStation 3                       |
| WipEout Pulse                    | 17 juin 2009       | PlayStation 2                       |
| WipEout HD Fury                  | 23 juillet 2009    | PlayStation 3                       |
| WipEout 2048                     | 22 février 2012    | PlayStation Vita                    |